# Luuta
Luuta är öar i Finland. De ligger i Skärgårdshavet och i kommunen Nådendal i landskapet Egentliga Finland, i den sydvästra delen av landet. Öarna ligger omkring 25 kilometer väster om Åbo och omkring 180 kilometer väster om Helsingfors.
Arean för den av öarna koordinaterna pekar på är 2,4 hektar och dess största längd är 250 meter i nord-sydlig riktning. I omgivningarna runt Luuta växer i huvudsak barrskog. Runt Luuta är det ganska glesbefolkat, med 29 invånare per kvadratkilometer. Närmaste större samhälle är Nådendal, 11,7 km öster om Luuta.